# Machlon
Machlon – postać biblijna z Księgi Rut, żyjący w czasach sędziów Żyd z Betlejem, syn Elimeleka i Noemi, brat Kiliona.
Wraz z rodziną, z powodu głodu panującego w Królestwie Judy, wyemigrował do Moabu, gdzie ożenił się z Rut. Tam też zmarł przedwcześnie, nie posiadając potomka.  
Zgodnie z prawem lewiratu był  uznawany za ojca Obeda, choć w rzeczywistości był nim Booz, drugi mąż Rut.